# Решское староство
Решское староство (лит. Riešės seniūnija) — староство Вильнюсского районного самоуправления, в Вильнюсском уезде, находится к северу от Вильнюсского городского самоуправления.

## География
Характеризуется волнистой, бугристой поверхностью. Большинство ландшафтов (особенно с юга) быстро урбанизируются и разрушаются. Староство пересекает речка Реша, на востоке впадает в Вилию.

## Наследство
Культурное:
- Костёл св. Станислава
- Усадьба Раудондварис с хозяйственными постройками, конный завод
- Усадьба Любавас с водяной мельницей, старая усадебная дорога, остатки часовни
- Усадьба Пикелишкес с дворцом, придорожный дом Пикелишкес
- Парк Европы
- Бывшая усадьба поместья Жудишкес
- Древнее поселение Карвелишкес
- городище Ужуежере
- Вербишкес городище
- Закрепление древних лесных поселений
- Место и могила расстрела евреев (около Йонейкишкес)

## Этнический состав
- литовцы — 59,2 %[2]
- Поляки — 30,4 %
- Русские — 6,1 %

## Сянюнайтии
В 2009 году на территории Решского староства были созданы 10 сянюнайтий.